# هانی (خواننده)
هانی (به انگلیسی: Hani) (زاده ۱ می ۱۹۹۲) خواننده و بازیگر اهل کره جنوبی است.